# 胡安·瓦度·桑切斯
胡安·瓦度·桑切斯（1995年5月23日—）生於老安道爾，是安道爾高山滑雪運動員。他於2010年首次登場，並在2012年1月22日法國全國錦標賽中獲得第三名，並在2012年冬季青年奧林匹克運動會的超級大曲道項目中獲得第三名。他代表安道爾參加2014年冬季奧林匹克運動會。

## 外部連結
- Joan Verdú在Olympedia的个人资料和比赛数据
- Joan VERDU在國際滑雪總會
- Joan VERDU SANCHEZ在Olympics.com的个人资料和比赛数据